# Miguel Ángel Gozalo
Miguel Ángel Gozalo Sainz, né le 16 novembre 1938 à Madrid et mort dans la même ville le 20 décembre 2023, est un journaliste et patron de presse espagnol, qui a dirigé l'Agence de presse EFE.

## Biographie

### Carrière
Né en 1938, Miguel Angel Gozalo, en espagnol : Miguel Ángel Gozalo, commence sa carrière de journaliste en 1960, au service de la revue SP. En 1966, il est nommé rédacteur en chef de l'agence  Europa Press puis devient en 1968 directeur du quotidien Diario Madrid et en 1969 de Informaciones.
Il est ensuite correspondant à l'étranger d’un grand quotidien, ABC, à Bonn (1972) et Paris (1973-1974). Entre 1975 et 1976, il collabore à des émissions de radio puis s'oriente en 1976 vers la télévision, ce qui l'amène devenir en 1982 directeur de Televisión Española (TVE) avant que l'une de ses émissions controversées entraîne sa destitution. 
Après avoir été nommé au conseil d’administration de Radiotelevisión Española (RTVE) en 1994, pour y représenter le Parti populaire, il prend la tête de l'agence de presse EFE pendant huit ans, de 1996 à 2004. Il doit en démissionner après les élections législatives et l'affaire des Attentats du 11 mars 2004 à Madrid, perpétrés dans la gare d'Atocha, dont la couverture par EFE a été jugée partisane et marquée par de la censure. Dans un communiqué, le comité d'entreprise d'EFE indique que « dès l'attentat, le président d'EFE, Miguel Ángel Gozalo, et son directeur de l'Information, Miguel Platón, ont ordonné la censure préalable de toute information en relation avec l'enquête policière », ajoutant que « la diffusion des informations obtenues des sources propres des rédacteurs du service national et désignant le terrorisme radical islamiste ont été expressément interdites ». Il doit alors céder sa place à Álex Grijelmo, qui lui-même ne restera président qu'un an.

### Décès
Miguel Ángel Gozalo meurt le 20 décembre 2023 à l'âge de 85 ans.